# Burg Nordholz
Die Burg Nordholz ist die abgegangene Stammburg des Niederadelsgeschlechts der Bock von Nordholz. Ihr exakter Standort ist heute unbekannt, sie muss südlich des Klosters Marienau bei Coppenbrügge im niedersächsischen Landkreis Hameln-Pyrmont gelegen haben.
Die Adelsfamilie Bock von Oldendorf, eine Nebenlinie der Bock von Wülfingen, waren Burgmänner der Edelherren von Homburg auf deren Stammsitz bei Stadtoldendorf. Etwa 1285 errichteten sie südlich des Klosters Marienau am Hang des Ith mit der Burg Nordholz ihren eigenen Stammsitz. Ein Jahr später wurden sie als Bock von Nordholz in einer Urkunde der Homburger erwähnt. Im Verlauf der Hildesheimer Stiftsfehde wurde die Burg Nordholz 1521 zerstört, die Bock wichen nach der Wasserburg Voldagsen als ihrem neuen Stammsitz aus.
Danach war Nordholz nur noch ein einfaches Gut, das 1684 im Erbgang an den Reichsgrafen von Wartensleben kam. Damals scheint kein eigentliches Haupthaus bestanden zu haben und ein Neubau errichtet worden zu sein. Dieser verkaufte es 1700 an die Freiherren von Münchhausen. Nach deren Konkurs ging Nordholz 1878 wie auch Voldagsen per Zwangsversteigerung an Fritz König.
Zu Beginn des 19. Jahrhunderts muss noch der Burgplatz als Erhebung sichtbar gewesen sein. Das Vorwerk hat damals unter dem Namen „Neuenhof“ unterhalb der Burg nahe dem ehemaligen Kloster Marienau gelegen. Es soll Schießscharten aufgewiesen haben.